# أليكساندر خوسيه أوليفيرا
أليكساندر خوسيه أوليفيرا (26 مايو 1977 بريسيفي في البرازيل - ) هو لاعب كرة قدم برازيلي في مركز الوسط. لعب مع روزاريو سنترال وسيوداد دي مورسيا ونادي دينامو زغرب ونادي فياريال ونادي الزيرا ‏ وS.C. Eendracht Aalst ‏ وMazarrón CF ‏ وLorca Deportiva CF ‏.